# 56280 Asemo
56280 Asemo è un asteroide della fascia principale. Scoperto nel 1999, presenta un'orbita caratterizzata da un semiasse maggiore pari a 2,5591812 UA e da un'eccentricità di 0,1921169, inclinata di 9,11312° rispetto all'eclittica.